# Небе за всички
„Небе за всички“ е български игрален филм (драма) от 1987 година на режисьора Тодор Стоянов, по сценарий на Васил Гаврилов. Оператор е Стефан Трифонов. Музиката във филма е композирана от Веселин Николов. Създаден по романите на Васил Гаврилов "Уморени мъже" и "Без теб не мога".

## Актьорски състав
- Иван Иванов – Антон Генов, командир на самолет
- Антон Радичев – Николай, борд-инженер
- Румен Иванов – Милен, втори пилот
- Ренета Дралчева – Ирина Генева, старша стюардеса
- Аня Пенчева – Нели, стюардеса
- Елена Димитрова – Силвия, стюардеса
- Стефан Данаилов – Великов
- Коста Цонев – Генералният директор на компанията
- Адриана Петрова – Юлия, дъщерята на Антон
- Илия Раев
- Нино Луканов
- Петя Силянова
- Рая Бъчварова
- Георги Пенчев
- Анани Явашев
- Юрий Яковлев
- Димитър Хаджиянев
- Данаил Мишев
- Богомил Симеонов
- Владимир Давчев
- Димитър Кехайов